# Ясень (озеро)
Ясень или Ясеньское — озеро в Стехновской волости на границе с Вёскинской волостью Новоржевского района Псковской области.
Площадь — 1,0 км² (100,2 га). Максимальная глубина — 6,0 м, средняя глубина — 3,5 м.
На северном берегу озера расположены деревни: Ясень и Бородёнки, на южном — деревни Марчиково, Давыдиха и Жигариха.
Слабопроточное. Относится к бассейну реки Милья, притока Сороти, которые, в свою очередь, относятся к бассейну реки Великая.
Тип озера плотвично-окуневый. Массовые виды рыб: щука, плотва, окунь, ёрш, краснопёрка, карась, линь, налим, густера, щиповка, вьюн; широкопалый рак (единично).
Для озера характерны: песчано-илистое дно.